# Gerhard Roth

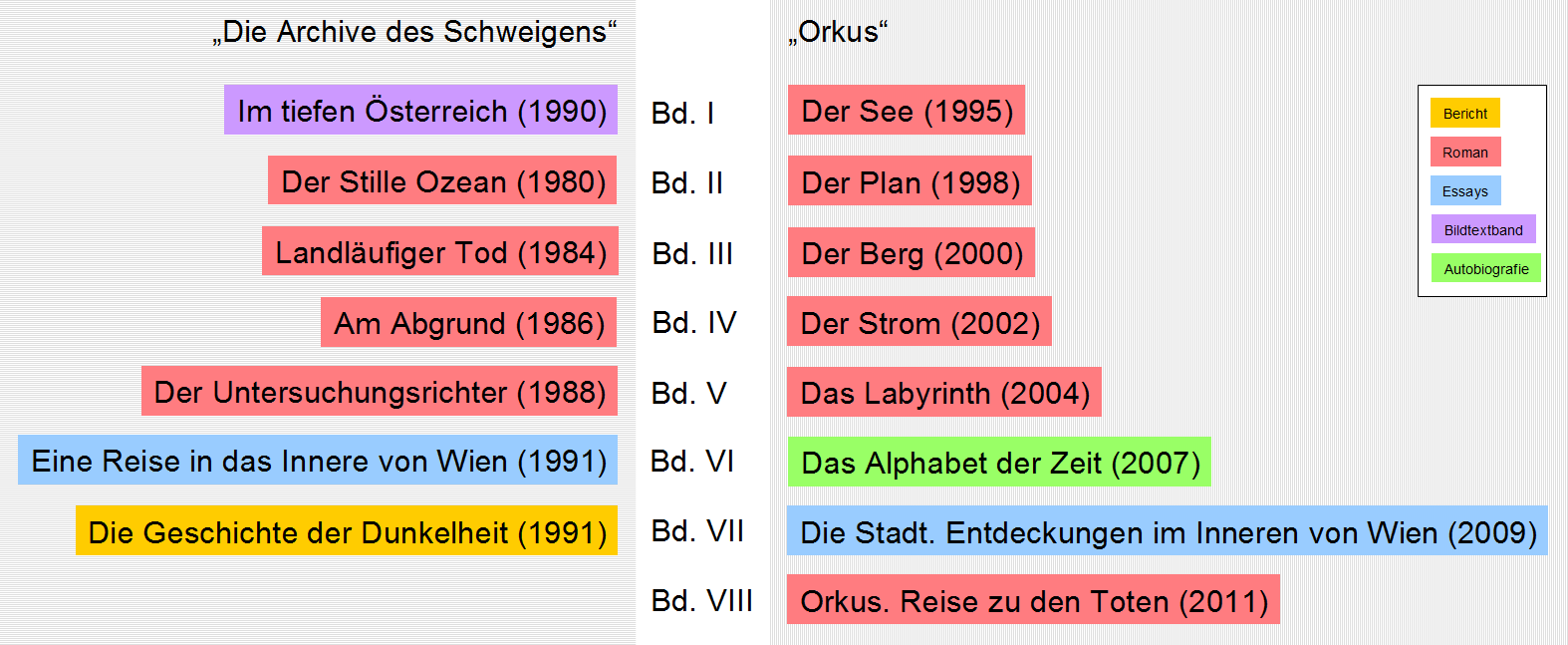
Přehled tvůrčí činnosti Gerharda Rotha

Gerhard Roth (24. června 1942, Štýrský Hradec, Rakousko – 8. února 2022, Štýrský Hradec) byl rakouský prozaik, dramatik a scenárista. V roce 2016 obdržel Velkou rakouskou státní cenu za literaturu.

## Život a dílo
Byl jedním ze tří synů lékaře Emila Rotha a jeho ženy Erny, zdravotní sestřičky. Po maturitě v roce 1961 se, dle přání rodičů, rozhodl stát se také lékařem, avšak studium medicíny na univerzitě v Grazu roku 1967 přerušil. Následující dekádu se živil např. jako programátor, aby si vedle psaní vydělal na živobytí.
Spisovatelem na volné noze je od roku 1978. V jeho dílech je tématizována např. lidská osamělost.